# Eksotični barion
Eksotični barion je vrsta barionov. So namišljeni sestavljeni delci, ki so zgrajeni iz 3 kvarkov in dodatnega osnovnega delca. Običajni barioni so sestavljeni iz samo treh kvarkov. Kot dodatni osnovni delec se lahko pojavlja kvark, antikvark ali gluon.
Med eksotičnimi barioni je najbolj znan pentakvark, ki ga sestavljajo štirje kvarki in en antikvark. Drugi eksotični barion, ki se pogosto omenja, je H dibarion, ki je sestavljen iz dvek kvarkov u, dveh kvarkov d in dveh kvarkov s.